# Unsere liebe Frau (Mangersreuth)

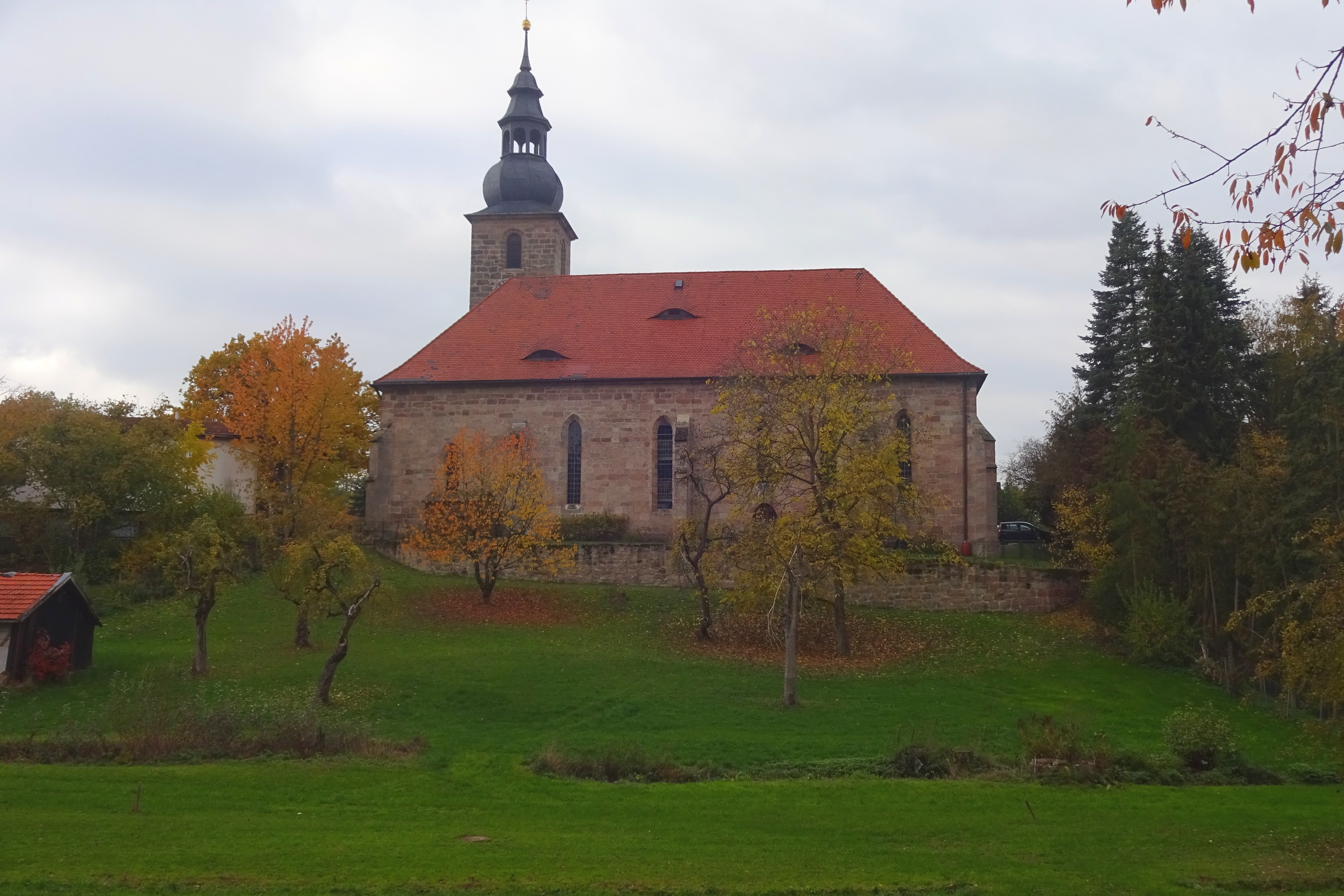
Unsere liebe Frau in Mangersreuth

Die ehemalige Wallfahrtskirche, danach evangelische Pfarrkirche Unsere liebe Frau steht in Mangersreuth, einem Gemeindeteil der Großen Kreisstadt Kulmbach im oberfränkischen Landkreis Kulmbach in Bayern. Das denkmalgeschützte Bauwerk entstand als Ersatzneubau Anfang des 18. Jahrhunderts. Die Kirche gehört zur Gesamtkirchengemeinde Kulmbach im Dekanat Kulmbach im Kirchenkreis Bayreuth der Evangelisch-Lutherischen Kirche in Bayern.

## Beschreibung
Die Saalkirche wurde im Zweiten Markgrafenkrieg 1553 zerstört, aber erst 1720/21 auf den spätgotischen Grundmauern im Markgrafenstil aufgebaut. Das Erdgeschoss des ehemaligen Chorturms auf quadratischem Grundriss im westlichen Chorwinkel, heute der mit einer Welschen Haube bedeckte Chorflankenturm, beherbergt die Sakristei. Die Wände des Langhauses werden von Strebepfeilern gestützt. Es ist bedeckt mit einem Walmdach, auf dem sich Fledermausgauben befinden. Der Innenraum des Langhauses ist mit einem Muldengewölbe überspannt, das nach 1766 bemalt wurde. Der von der Auferstehung Jesu Christi gekrönte Kanzelaltar wurde nach 1728 in der Werkstatt von Elias Räntz gebaut. Auf der Brüstung der Kanzel sind die vier Evangelisten dargestellt. Die 1884 von Johann Wolf gebaute Orgel hat 15 Register, zwei Manuale und Pedal.